# 송재인
송재인(宋在寅, 1988년 9월 27일 ~ )은 대한민국의 개그맨이다. 2015년 KBS 30기 공채 개그맨으로 데뷔하였다.

## 학력
- 경남도립거창대학

## 출연작

### 방송
- 《개그콘서트》(KBS)
  - 〈민상토론〉
  - 〈출소〉
  - 〈베테랑〉막내 역
  - 〈유.전.자 (유행을 전파하는 자)〉
  - 〈넘사벽〉
  - 〈영화는 영화다〉
  - 〈이럴 줄 알고〉
  - 〈명탐정 송길동〉
  - 〈죽어도 못 보내〉
  - 〈장스타 Ent〉신입 역
  - 〈세젤예〉
  - 〈돌아가〉
  - 〈핵갈린 늬우스〉
  - 〈아무말 대잔치〉
  - 〈조용!必〉
  - 〈연기돌〉
  - 〈일당 Back〉
  - 〈봉숭아학당〉
  - 〈다있show〉
  - 〈세바퀴〉
  - (주마등)